# Bamboccianti

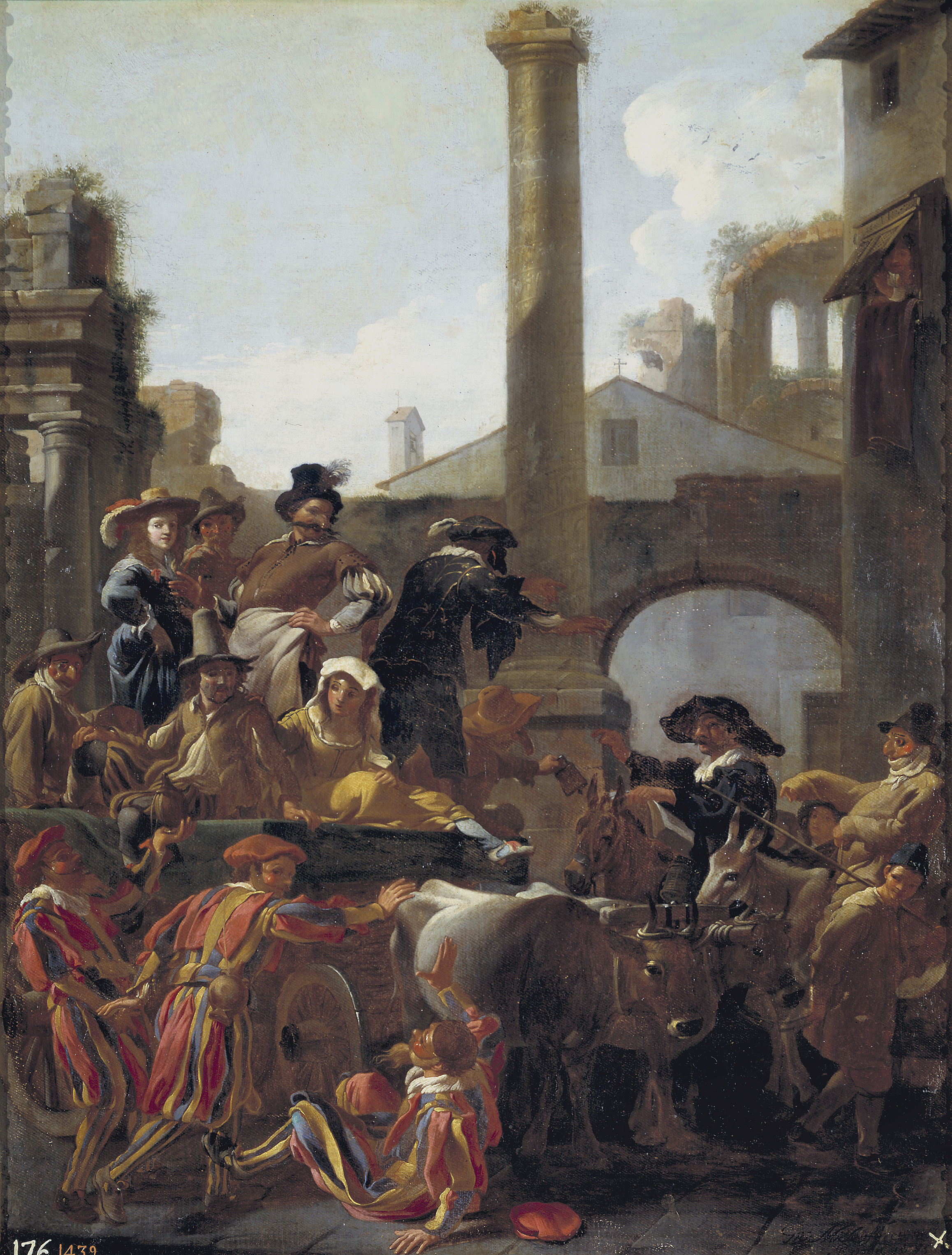
Jan Miel, Karneval v Římě, 1653

Bamboccianti byla nazývána skupina umělců působících v Římě od roku 1625 až do konce sedmnáctého století. Většina z nich byla vlámskými či nizozemskými umělci. Ti přinesli do Itálie tradici holandské a vlámské renesanční malby zobrazovat prosté pracující při práci. Vytvářeli malé kabinetní obrázky nebo lepty z každodenního života nižších tříd v Římě a okolí.
Mezi typické zobrazované subjekty patří prodejci potravin a nápojů, zemědělci a dělníci při práci, hrající si nebo odpočívající vojáci, či žebráci. Salvator Rosa – italský barokní malíř – lamentoval v polovině sedmnáctého století takto: …tuláci, podvodníci, kapsáři, opilci, nenasytové, kuřáci, holiči, poživači tabáku, holiči a další pochybné existence. Navzdory jejich výběru námětů ze společenské spodiny se samotná díla prodávají za vysoké ceny váženým sběratelům.

## Umělci
Mnoho umělců spojených s Bamboccianti bylo členy Bentvueghels, neformálního sdružení hlavně nizozemských a vlámských umělců pracujících v Římě. Pro členy spolku Bentvueghels bylo obvyklé přijmout přiléhavou přezdívku, tzv. "Ohnuté jméno". Přezdívkou malíře Pietera van Laera bylo Il Bamboccio, což znamená Ošklivá panenka nebo Loutka. Byla to narážka na klátivé a nemotorné proporce Van Laera. Ten je považován za iniciátora stylu žánrového malířství Bamboccianti a jeho přezdívka dala celému žánru a skupině umělců jejich společný název. Stali se inspirací a středobodem, kolem kterého se podobní umělci shromáždili během svého pobytu v Itálii (1625–1639). Počáteční Bamboccianti zahrnovali takové umělce jako: Andries Both, Jan Both, Karel Dujardin, Jan Miel, Johannes Lingelbach a italský Michelangelo Cerquozzi. Během své rané kariéry byl s touto skupinou spojen také Sébastien Bourdon. Dalšími členy Bamboccianti byli Michiel Sweerts, Thomas Wijck, Dirck Helmbreker, Jan Asselyn, Anton Goubau, Willem Reuter a Jacob van Staverden.
Skupina Bamboccianti ovlivnila i umělce rokoka, jako jsou Domenico Olivieri, Antonio Cifrondi, Pietro Longhi, Giuseppe Maria Crespi, Giacomo Ceruti nebo Alessandro Magnasco. Zobrazování každodenního římského života pokračovalo v devatenáctém století skrze díla Bartolomeo a Achille Pinelli, Andrea Locatelli a Paolo Monaldi.

## Charakteristika
Giovanni Battista Passeri, kronikář umění sedmnáctého století, popsal práci Van Laera jako otevřené okno, které poskytuje přesné zobrazení světa kolem něj, což je charakteristika, kterou je možno aplikovat na členy Bamboccianti obecně. Passeri zde vyjádřil tradiční umělecký historický názor, že obrazy Bamboccianti nabízejí realismus, jsou pravým portrétem Říma a života prostých lidí a to aniž by umělec měnil to, co vidí. Nicméně jejich současníci Bamboccianti obecně nepovažovali za realisty. Alternativní pohled na umění Bamboccianti spočívá v tom, že jejich díla by měla být považována za složitou alegorii, protiváhu ke klasickému umění. Cílem bylo přivést pozorovatele k přemýšlení o zobrazených tématech. Staly se paradoxně nositelem idejí, že zobrazováním nízkých nebo vulgárních subjektů je možné upozornit na důležitá filozofická témata. Například: Bamboccianti pravidelně malovali obrazy obrovských vápenných pecí mimo Řím. Tyto pece používaly jako surovinu mramorové a travertinové bloky římských starožitných zřícenin a tak hrály přímou roli při ničení římských starověkých památek. Samotné vápenky jsou vymalovány velkolepě, jako by to byly nové památky Říma. Pece vytvořily něco nového z trosek starého Říma a vápno, které vyrobily, bylo použito při stavbě nových staveb v Římě. Obrazy těchto pecí se proto mohou chápat jako reflexe o přechodnosti slávy i o regenerační síle Říma. Jinými slovy, tyto obrazy měly být čteny ironicky a alegoricky (dokonce i jako paradoxy) a ne jako přesné, realistické zobrazení života v Římě.

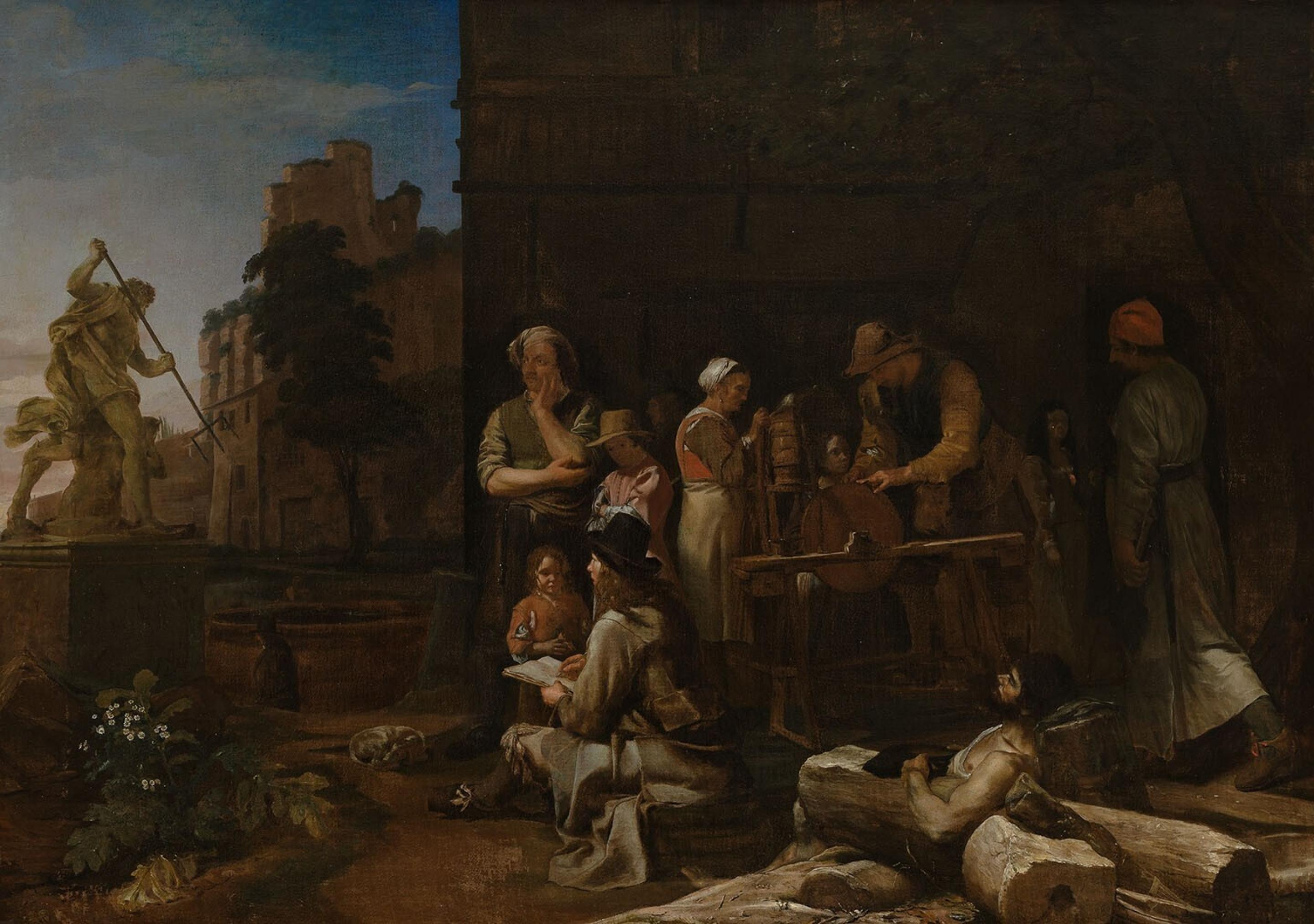
Římská pouliční scéna s mladým umělcem, Michiel Sweerts

Mezi lety 1640 a 1650 začal Jan Miel a Michelangelo Cerquozzi rozšiřovat rozsah kompozic Bamboccianti tím, že věnovali větší pozornost okolní krajině a méně zdůrazňovali anekdotické aspekty městského a venkovského života. Tyto práce byly opakovaně používány jako model Bamboccianti z druhé poloviny 17. století a obecně jako díla žánrových malířů pracujících v Římě na počátku 18. století. Mielův nejoriginálnější příspěvek k tomuto žánru jsou jeho scenérie římského karnevalu. Malíř Karel Dujardin přinesl žánru jinou variantu tím, že postavil své žánrové obrazy rolníků a šarlatánů do idealizovaného prostředí vznešených zřícenin v římské krajině Campagna Romana v okolí Říma.

## Kritický pohled
Ačkoli Bamboccianti byli se svými malbami úspěšní, teoretičtí umělci a akademičtí vědci v Římě byli k nim často nelítostní, protože obrazy každodenního života nižších tříd byly obecně považovány za spodní stupně v hierarchii žánrů. The artists themselves were often admired: van Laer was known as an artist whose works could command a high price and Michelangelo Cerquozzi was able to gain access to aristocratic circles and befriend artists such as Pietro da Cortona. Samotní umělci však byli často obdivováni: Van Laer byl znám jako umělec, jehož díla mohla dosáhnout vysoké ceny, a Michelangelo Cerquozzi získal přístup do aristokratických kruhů a spřátelil se s umělci jako je Pietro da Cortona.
Mezi sběratele a patrony Bamboccianti patřil kardinál a diplomat Francesco Maria del Monte, italský bankéř Marchese Vincenzo Giustiniani, členové papežských rodin Barberiniů a Pamphiliů, manželky římských aristokratů nebo také švédská královna Kristýna. Úspěch tohoto žánru se neomezil jen na Řím, ale rozšířil se i do Florencie a do Francie, jak je vidět v zobrazených patronátních postavách jako byli kardinál Leopoldo de Medici nebo kardinál Jules Raymond Mazarin.

## Galerie

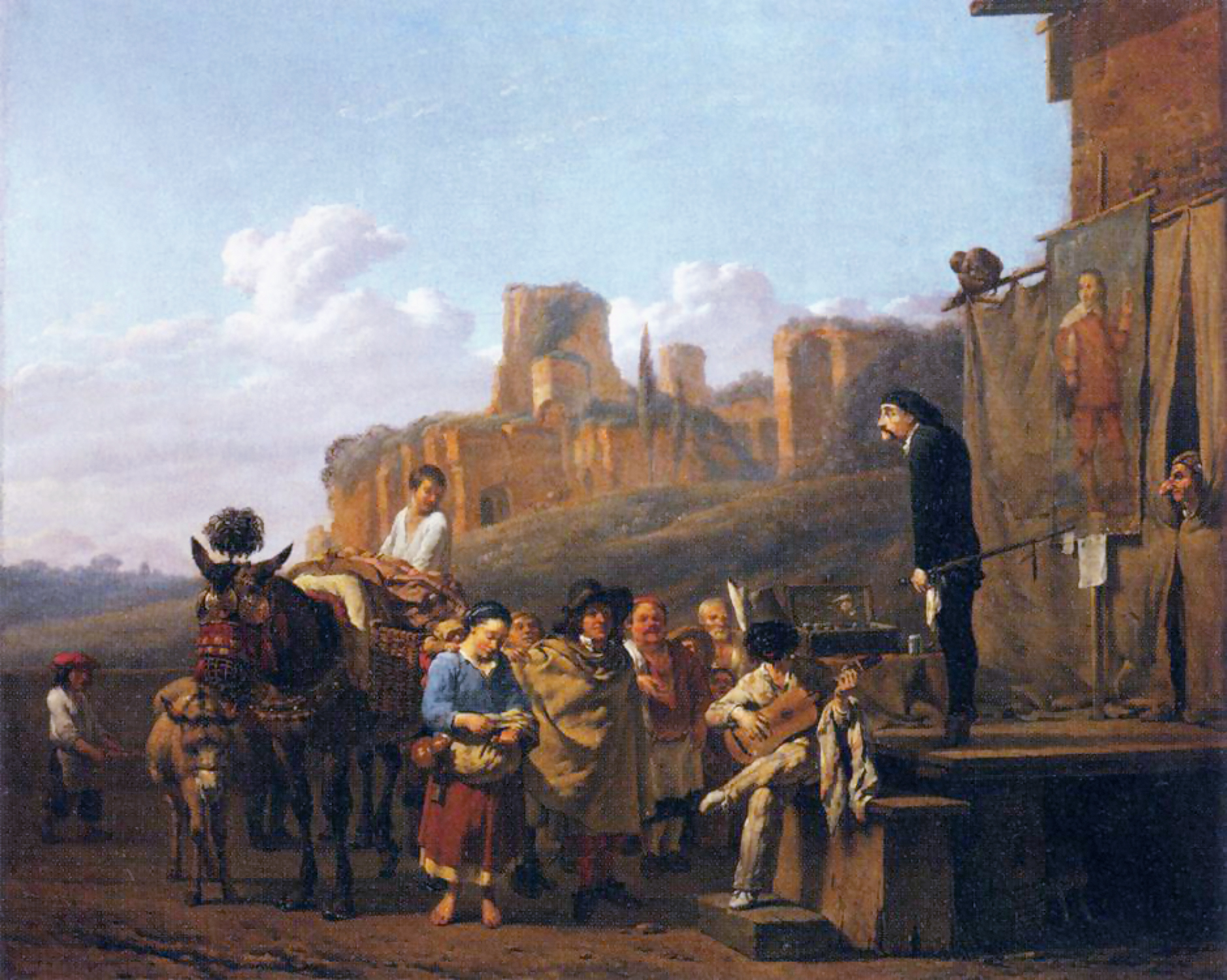
Italští šarlatáni, Karel Dujardin
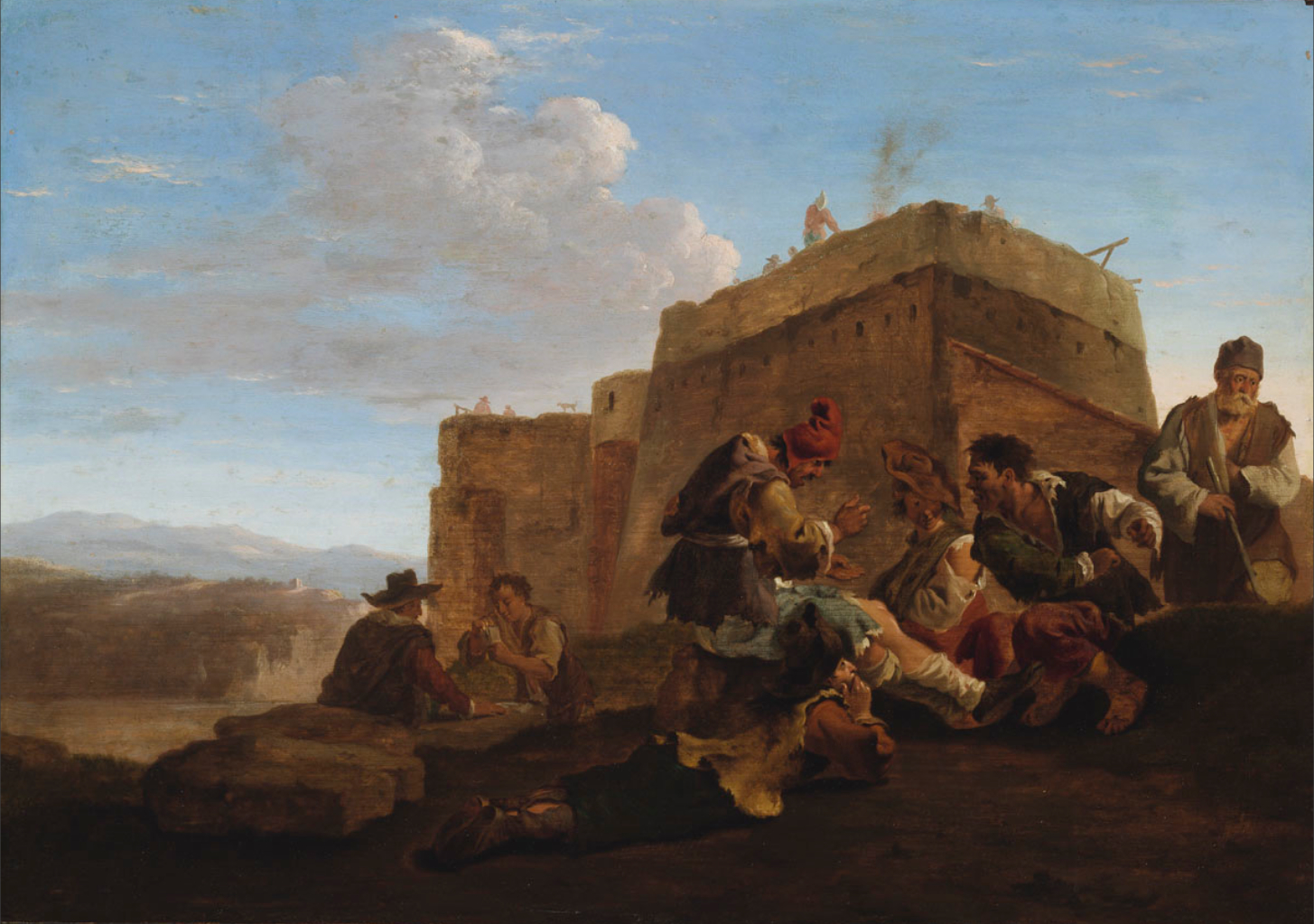
Krajina s vápennou pecí, Jan Both
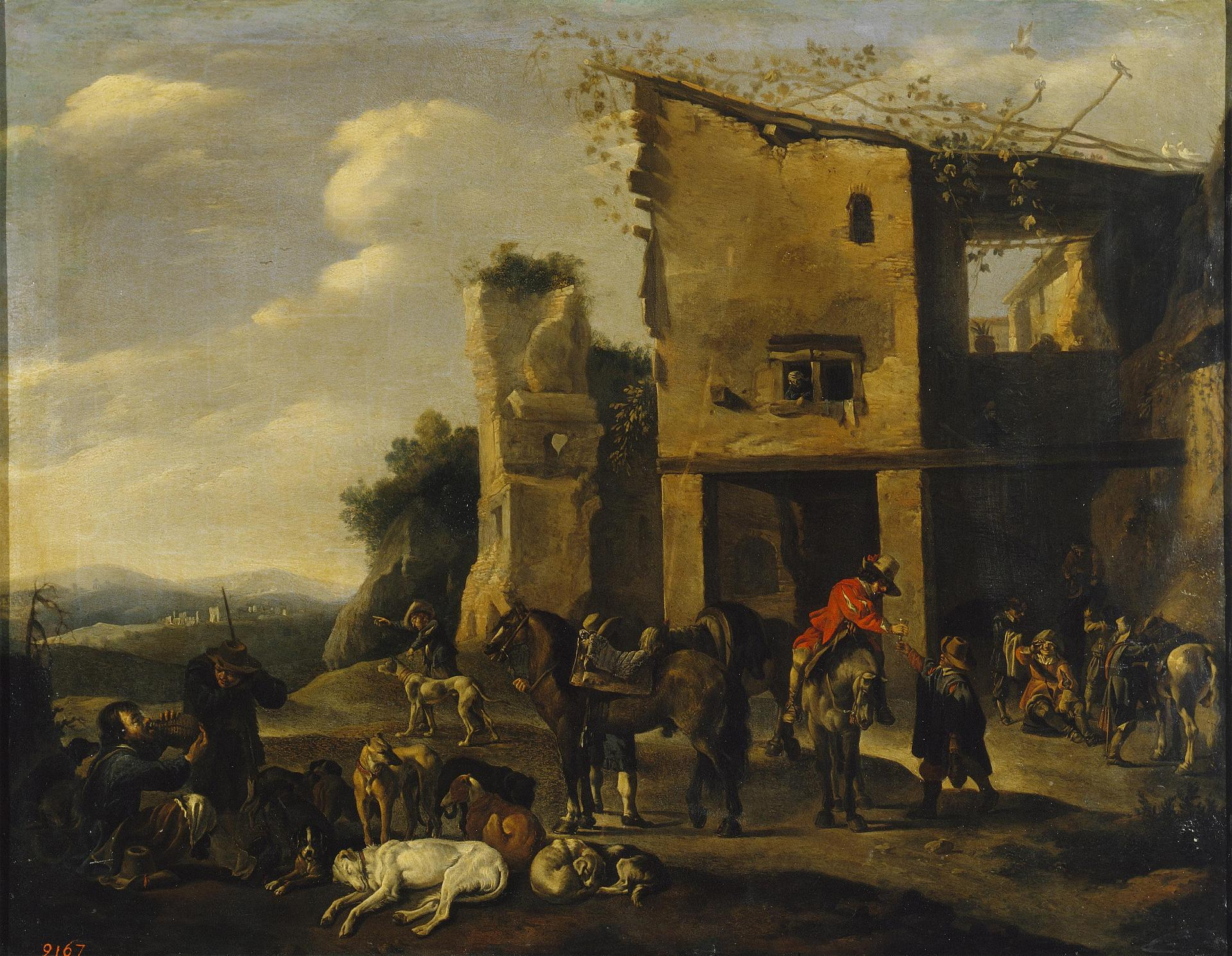
Odpočívající lovci, Pieter van Laer
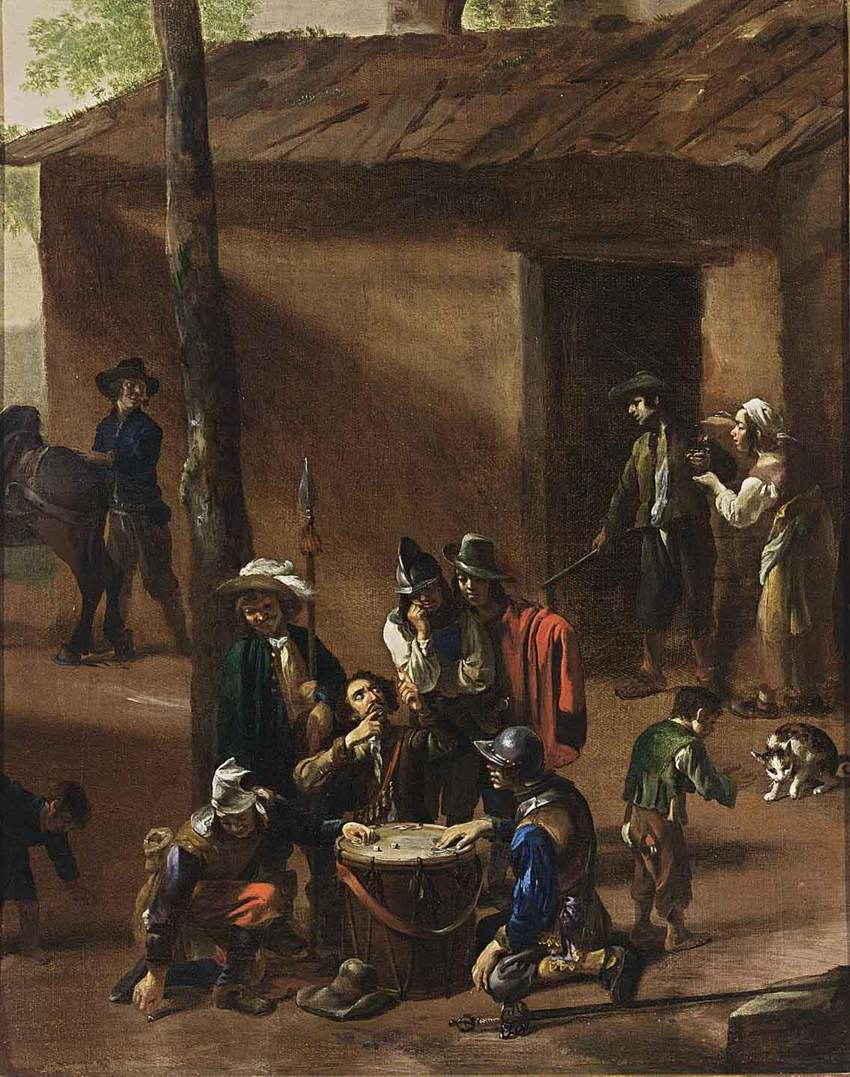
Vojáci hrající kostky, Michelangelo Cerquozzi
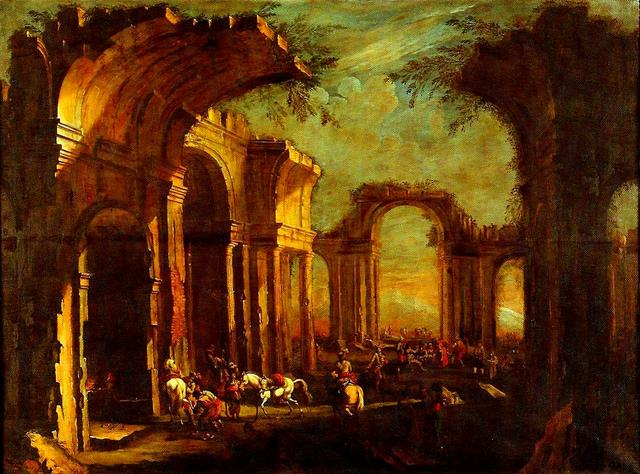
Římské ruiny, Andrea Locatelli

Úspěch tohoto žánru je částečně vysvětlen změnou způsobu výzdoby domů vyšších tříd v Římě. Obrazy na plátně nebo panelu postupně získaly přednost před freskami. To dalo zahraničním umělcům, kteří se specializovali na tuto techniku, výhodu. Navíc, jak milovníci umění hledali nová témata, existovalo příznivé prostředí pro uznání umění Bamboccianti.
Na skutečnost, že učenci a aristokratičtí patroni pokračovali v nákupu děl těchto umělců si často stěžovali malíři tradičních námětů a ostatních žánrů, hlavně na základě všeobecně přijatého kánonu hlavního uměleckého směru v Římě prezentovaného malířskou školou Accademia di San Luca (Cech svatého Lukáše). Na druhou stranu přijetí umělce Bamboccianti do tohoto prestižního sdružení předních římských umělců nebylo nemožné. To dokládá skutečnost že byli přijati Van Laer a Cerquozzi, kteří byli spojeni s oběma spolky (van Laer byl také členem Bentvueghels) a Jan Miel byl v roce 1648 dokonce prvním severským umělcem přijatým do Accademia di San Luca.